# Masao Yamamoto
Masao Yamamoto (山本昌男, Yamamoto Masao), né en 1957 à Gamagōri (préfecture d'Aichi, Japon) est un photographe japonais indépendant.
Il est connu pour ses petites photographies poétiques en noir et blanc cherchant à individualiser les impressions photographiques comme objets.

## Biographie
Masao Yamamoto est né en 1957 à Gamagōri (préfecture d'Aichi, Japon).
Il suit d'abord des études de peinture, en particulier la peinture à l'huile avec Goro Saito à Gamagōri.
Il est représenté en France par la galerie d'art photographique Camera Obscura.

## Œuvre
Il utilise la photographie pour capture des images évoquant les souvenirs.
Plasticien, il brouille les frontières entre la peinture et la photographie en expérimentant avec les surfaces d'impression.
Il change les couleurs, les tons (avec du thé), peint, et déchire ses photographies.
Ses sujets incluent les natures mortes, le nu et les paysages.
Il réalise aussi des installations avec ses petites photographies pour montrer comment chacune d'entre elles fait partie d'une plus large réalité.

## Principales expositions et collections

### Expositions individuelles
- 1993-2000 : « A Box of "Ku" : I à XI » (plusieurs galeries au Japon et aux États-Unis)[3]

Années 2000
- 2001-2007 : « Nakazora » (plusieurs galeries aux États-Unis, Italie, Pays-Bas et France, notamment la Quinzaine photographique de Nantes et la Camera Obscura de Paris)[3]
- 2003 : « Santoka » (Gallery Sincerite, Toyohashi, Japon)[3]
- 2003 : Omizuao (Yancey Richardson Gallery (en), New York)[3]
- 2004-2009 : « é » (plusieurs galeries aux États-Unis et au Japon)[3]
- 2006 : « Installations » (Hackelbury Fine Art à Londres et Mizuma Art Gallery à Tokyo)[3]

Années 2010
- 2009-2013 : « Kama=Flow » (plusieurs galeries en Russie, en Allemagne, au Japon, en Pologne, en Belgique, en Suisse, en Italie, aux États-Unis, en France, à la Camera Obscura de Paris, et Pays-Bas)[3]
- 2012 : « Magic Mountain » (Yancey Richardson Gallery, New-York)[3]
- 2012 : Shizuka=Cleanse (Galeria Massimo Minini, Brecia, Italie)[3]
- 2013 : Une exposition d'un seul jour de Jeff Cowen (en) et Masao Yamamoto, PUG Gallery, Oslo, Norvège[3]

- Expositions homonymes ou retrospectives : à partir de 2007, en Italie, aux États-Unis, au Brésil, au Japon, en Espagne et en Allemagne.

### Expositions collectives
Masao Yamamoto a participé à de nombreuses expositions collectives, dont les plus notables sont :
- 1988 : « Japanese Avantgardo », Ken Damy Gallery, Milan, Italie
- 1996 : « Contemporary Japanese Photography », Jackson Fine Art, Atlanta, États-Unis
- 1998 : « Medialogue Photography in Contemporary Japanese Art '98 », Musée métropolitain de photographie de Tokyo, Japon
- 2003 : « Japanese Photography 1970's-1980's », S. K. Josefsberg Studio, Portland, États-Unis
- 2009 : « MEP Collection recent acquisitions and donations », Maison européenne de la photographie, Paris, France
- 2009 : « Photography now : "vision devotion revelation" », Hackelbury Fine Art, Londres, Royaume-Uni
- 2010 : « Ciels ! », Musée d'art moderne André-Malraux, Le Havre, France
- 2011 : « Les Fables », Camera Obscura, Paris
- 2012 : « Where they met », en collaboration avec la peintre et dessinatrice belge Arpaïs Du Bois, Fifty One Fine Art Photography, Anvers, Belgique[4] ; et au Semina rerum de Zurich, en Suisse
- 2013 : « Now Japan », Kunsthal Kade Amersfoort, Pays-Bas
- 2013 : « La Route Bleue », Villa Empain, Bruxelles, Belgique
- 2013 : « Narrow road to the interior: Contemporary Japanese Artists », Scottsdale Museum of Contemporary Art (en), Scottsdale, États-Unis

### Collections
- Harvard University Art Museums, Cambridge, États-Unis
- Philadelphia Museum of Art, Philadelphie, États-Unis
- Musée des beaux-arts de Boston, États-Unis
- Centre international de la photographie, New York, États-Unis
- Center for Creative Photography, Tucson, États-Unis
- Musée d'art de l'université de Princeton, Princeton, États-Unis
- Santa Barbara Museum of Art (en), Santa Barbara, États-Unis
- Portland Art Museum, Portland, États-Unis

## Publications
- A box of Ku, Nazraeli Press (en), États-Unis, 1998
- Nakazora, Nazraeli Press, États-Unis, 2001
- The Path of Green Leaves, One Picture Book 16, Tucson, Nazraeli Press, 2002  (ISBN 9781590050484)
- Santoka, Harunatsuakifuyu sousho, Japon, 2003
- Omizuao, Nazraeli Press, États-Unis, 2003
- é, Nazraeli Press, États-Unis, 2005
- Fujisan, One Picture Book 48, Nazraeli Press, Portland, États-Unis, 2008  (ISBN 9781590052235)
- YAMAMOTO MASAO, 21st Editions, États-Unis, 2011Avec texte et poème de John Wood (en).
- 川KAWA=Flow, Kochuten Books, Japon, 2011
- Where we met, Lannoo Publishers, Belgique, 2011  (ISBN 978-90-209-5788-4)En collaboration avec la peintre et dessinatrice belge Arpaïs Du Bois.